# Hymenophyllum polyanthos
Hymenophyllum polyanthos là một loài thực vật có mạch trong họ Hymenophyllaceae. Loài này được Bosch miêu tả khoa học đầu tiên năm 1861.